# S hudbou vesmírnou
S hudbou vesmírnou je slovenská hudební skupina, kterou tvoří trojice Daniel Kis (Sorizzo), Sára Polyáková a Marek Koleno. Skupina byla nejprve známá komunitě uživatelů portálu Youtube a slovenského internetu. Poté „prorazila“ do slovenských rádií s písní Je nám teplo.
V řadě jejich videoklipů vystupují další osoby, které nejsou součástí skupiny, např. herec Jiří Mádl. Skupina se současně rozhodla, že své písně nebude prodávat, všechny jsou tak volně ke stažení. V roce 2017 skupina vystoupila také ve slovenské televizi v pořadu Zem Spieva. V roce 2018 vyšla druhá série.
V roce 2022 ze skupiny odešla původní členka Dominika Morávková a byla nahrazena Sárou Polyákovovou.